# Țarcu-gebergte
Het Țarcu-gebergte (/ʦaːrtʃu/ uitspraak: tsaar'tsjoe) (Roemeens: Munții Țarcu) is een gebergte dat onderdeel is van de Zevenburgse Alpen. Sinds 2007 is het een Natura 2000-gebied dat valt onder de Habitatrichtlijn en heeft een grootte van 588,4 km². Aan de oostgrens van het Natura 2000-gebied ligt het naburige Nationaal Park Retezat.

## Fauna
De bossen worden bewoond door zoogdieren als bruine beer (Ursus arctos), Euraziatische lynx (Lynx lynx), wolf (Canis lupus) en wild zwijn (Sus scrofa). Daarnaast zijn er sinds mei 2014 wisenten (Bison bonasus) in het gebied uitgezet. De herintroductie volgde na een afwezigheid in Roemenië sinds de 18e eeuw. Ook leven er karpatengemzen (Rupicapra carpatica) in de bergen en zwemmen er forellen (Salmo trutta) in de rivieren en bergmeren.